# Dzierzguński Młyn
Dzierzguński Młyn (niem. Dziergunkenmühle, również Dzyrgunka Mühle) – nieistniejąca już osada młyńska w Polsce położona w województwie warmińsko-mazurskim, w powiecie olsztyńskim, w gminie Purda.
Dawna osada (młyn), położona nad Jeziorem Łańskim, na zachód od wsi Nowa Kaletka. 

## Historia
W 1785 istniały tu 2 budynki, a w 1817 trzy, zamieszkane przez 14 osób. W 1846 miejscowość zajmowała obszar 246 mórg; znajdowały się tu 3 domy mieszkalne z 26 mieszkańcami (22 protestantami i 4 katolikami). 21 osób jako język ojczysty podało język polski, pozostałych pięciu - język niemiecki. W 1905 znajdował się tu dom mieszkalny zamieszkiwany przez 12 mieszkańców, a miejscowość należała do gminy Ząbie. Jeszcze w 1947 Dzierzguński Młyn wymieniany był jako istniejąca osada w tej gminie. 
W 1987 miejscowość określana była jako dawna osada młyńska koło leśniczówki Dzierzgunka. 

## Toponimia
W 1938 w ramach akcji germanizowania nazw wschodnipruskich nazwa Dziergunken Mühle została zmieniona na Kiebitzbruch Mühle. Dawniejsze nazwy w dokumentach to: Mühle Dziergunka (1785, 1817, 1861), Dziergunkenmühle (1905, 1907). W 1868 pojawia się nazwa Dzyrgunka Mühle.
Obecna nazwa nadana została formalnie Zarządzeniem Ministra Administracji Publicznej z dnia 17 października 1949 r. o przywróceniu i ustaleniu nazw miejscowości.